# Harlow Curtice
Harlow Herbert Curtice (nacido el 15 de agosto de 1893 en Petrieville (Míchigan) – fallecido el 3 de noviembre de 1962 en Flint) fue un ejecutivo estadounidense de la industria automovilística. Se educó en Eaton Rapids, graduándose en el Instituto Ferris en 1914.
Tras su traslado a Flint (Míchigan) en 1914, Curtice comenzó una meteórica carrera en la compañía General Motors (GM). Empezó como archivero de la AC Spark Plug Division de la GM, convirtiéndose en el interventor de la compañía con tan solo 21 años y presidente de la misma a los 36.
Ascendió a la vicepresidencia de la GM en 1948 y cuatro años más tarde se convirtió en director ejecutivo, y presidente el 2 de febrero de 1953. Creía, al igual que Harley Earl, que el estilo era extremadamente importante en la fabricación de automóviles. Se jubiló el 31 de agosto de 1958.
Tuvo su residencia en Flint a lo largo de toda su carrera. Fue elegido Persona del año 1955 por la revista TIME.
Falleció en su casa de Flint en 1962 a la edad de 69 años.